# Балкришна Сама
Балкришна Шамшер Джанг Бахадур Рана или Натья Сиромани Бал Кришна Сама или Бала Кришна Сама (непальск. बालकृष्ण सम; 8 февраля 1903, Катманду — 20 июня 1981, там же) — непальский писатель и драматург («натак-кар»). За большой вклад в непальскую литературу считается «Шекспиром Непала».

## Биография
Был сыном генерала Самара Шамшера Джунга Бахадура Раны и Киртираджьялакшми Раны, соответственно, принадлежал к правящему клану Рана. Впоследствии в знак протеста против привилегий и антидемократической политики своих самодержавных родственников на постах премьер-министров отказался от фамилии Рана и принял псевдоним «Сама» («Равный всем»). В 1921 году он женился на Мандакини.
Сама Балкришна окончил школу Дурбара в Ранипокхари и изучал естественные науки в колледже Три-Чандра. Отличное владение английским языком помогло ему приобщиться к западной культуре и философии. Во время второго учебного года его отправили в Дехрадун для прохождения армейской подготовки в чине капитана. Затем он был произведён в подполковники премьер-министром Чандрой Шамшером Раной.
Он работал преподавателем непальского языка и литературы в колледже Три Чандра. С 1933 года Балкришна «Общество непальских переводов». В 1955 году стал директором Непальского радио и главным редактором газеты Gorkhapatra. Стал членом Королевской академии Непала с момента её основания в 1957 году, а затем её вице-канцлером (вице-президентом) в 1968—1971 годах.
После выхода на пенсию в 1971 году Сама продолжал писать, публикуя многие из своих стихов в известных журналах, таких как Madhuparka и Ramjham.

## Творчество
Сама Балкришна шутил, что в своём творчестве он разрывался между шестью «Р» — Poetry, Painting, Play, Photography, Philosophy, Politics (поэзией, живописью, драматургией, фотографией, философией, политикой). Большую часть своего времени он проводил дома один, находя покой в одиночестве и постепенно уделял больше времени искусству и литературной деятельности. Он начал публиковать свои работы в известных журналах, таких как Sarada, Udhyog и Shahitya Shrot.
В непальской литературе Балкришна считался ведущей фигурой философской лирики и родоначальником современной драматургии на языке непали. Несколько его драм были вдохновлены произведениями Шекспира. Его драмы, такие как «Прем Пинда», «Свасни Манчхе», «Бухартан», «Тапобхуми», «Атьядхуникта» и «Бхатер», представляют социальный контекст эпохи Рана; «Мукунда Индира», «Ма» и «Мутуко Бьята» раскрывают эмоциональные и романтические стороны личности автора; «Бхатер» отражает его отношение к правам человека; «Бирами Ра Курува» поднимает философские вопросы; «Амит Басана», «Бокси», «Таламати» и «Андхабег» углубляются в человеческую психологию. Историческим деятелям посвящены «Амар Сингх», «Бхимсен Ко Антья» и «Бхакта Бханубхакта», а религиозным — «Прахлад» и «Дхруба».

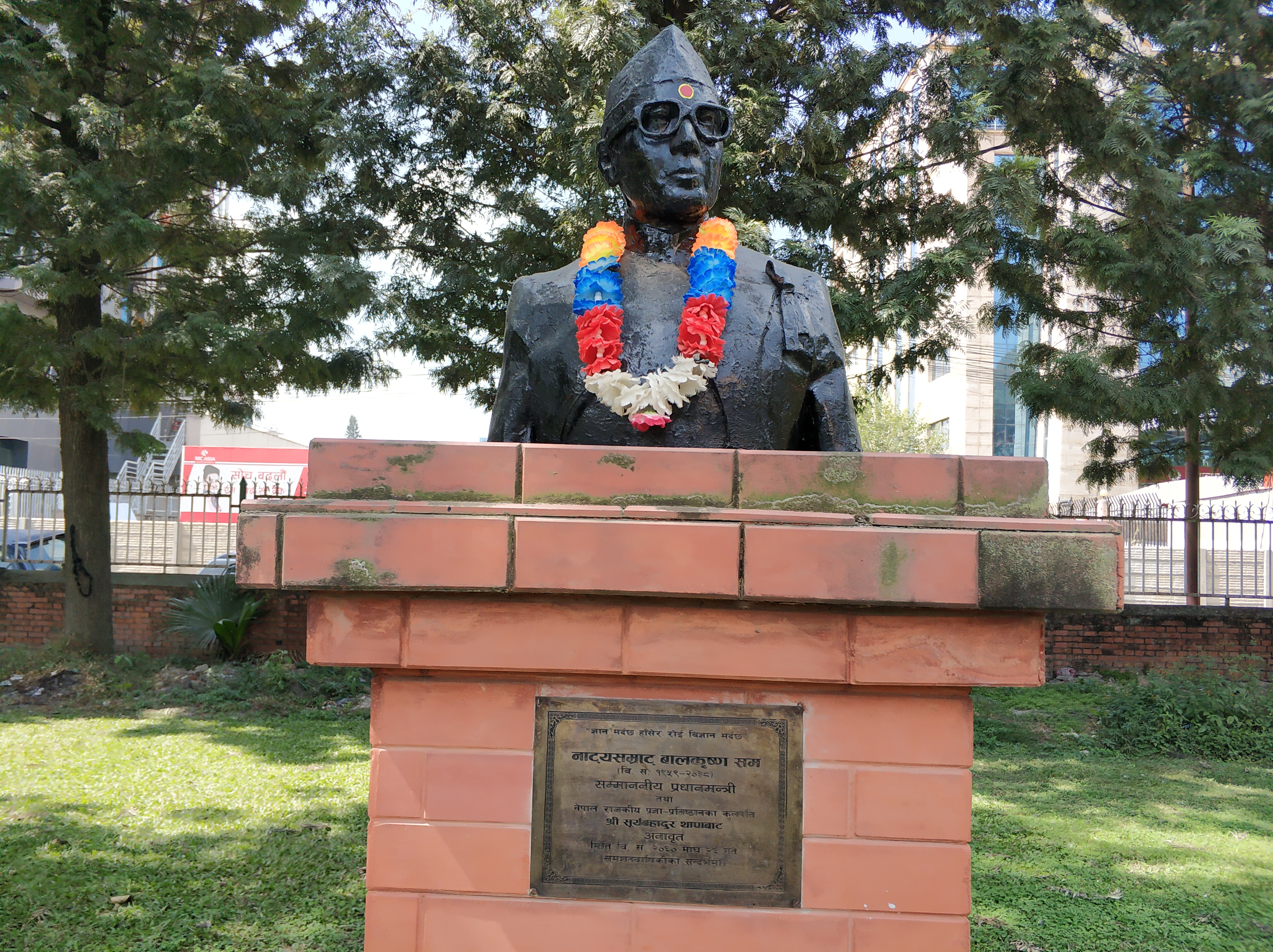
Статуя Балкришны Самы в Непальской академии Камалади, Катманду.

Балкришна Сама также писал рассказы, стихи, эссе, сочинения и биографии. Популярны его эпические произведения «Ааго Ра Паани» и «Чисо Чулхо». Его перу принадлежат эссе о непальском искусстве «Непал Лалит Кала», а также биографию «Хамра Растрия Бхибхутинару» и автобиографию в двух частях «Маро Кабита Ко Арадхана». Его самый известный рассказ «Кайкай» был опубликован в 1938 году, а сборник рассказов «Талтал» — посмертно в 1990 году.
Хотя в поэзии он уступал влиянию Лакшмипрасада Девкоты, но в его обширном поэтическом творчестве (поэмы «Холодная печка», «Я люблю людей», «Пусть будет», «Вера», «Я тоже признаю Бога», «Будущее»; драмы «Мукунд и Индира», «Прахлад», «Я» и т. д.) также утверждаются гуманистические идеалы, автономия личности, вера в могущество разума, способного преодолеть религиозные, национальные, государственные барьеры и подавить эгоистические устремления.
Многие его произведения остаются неопубликованными или незавершёнными — включая те, которые он зачитывал в рамках программ по ликвидации неграмотности. Среди его неопубликованных драм — «Гангалал», «Аджа», «Милинад», «Прем», «Чинта» и «Прандаан».

## Переводы на русский
- [Стихи] // Стихи непальских поэтов, — М., 1962. — С 80-86.